# Sinaxar

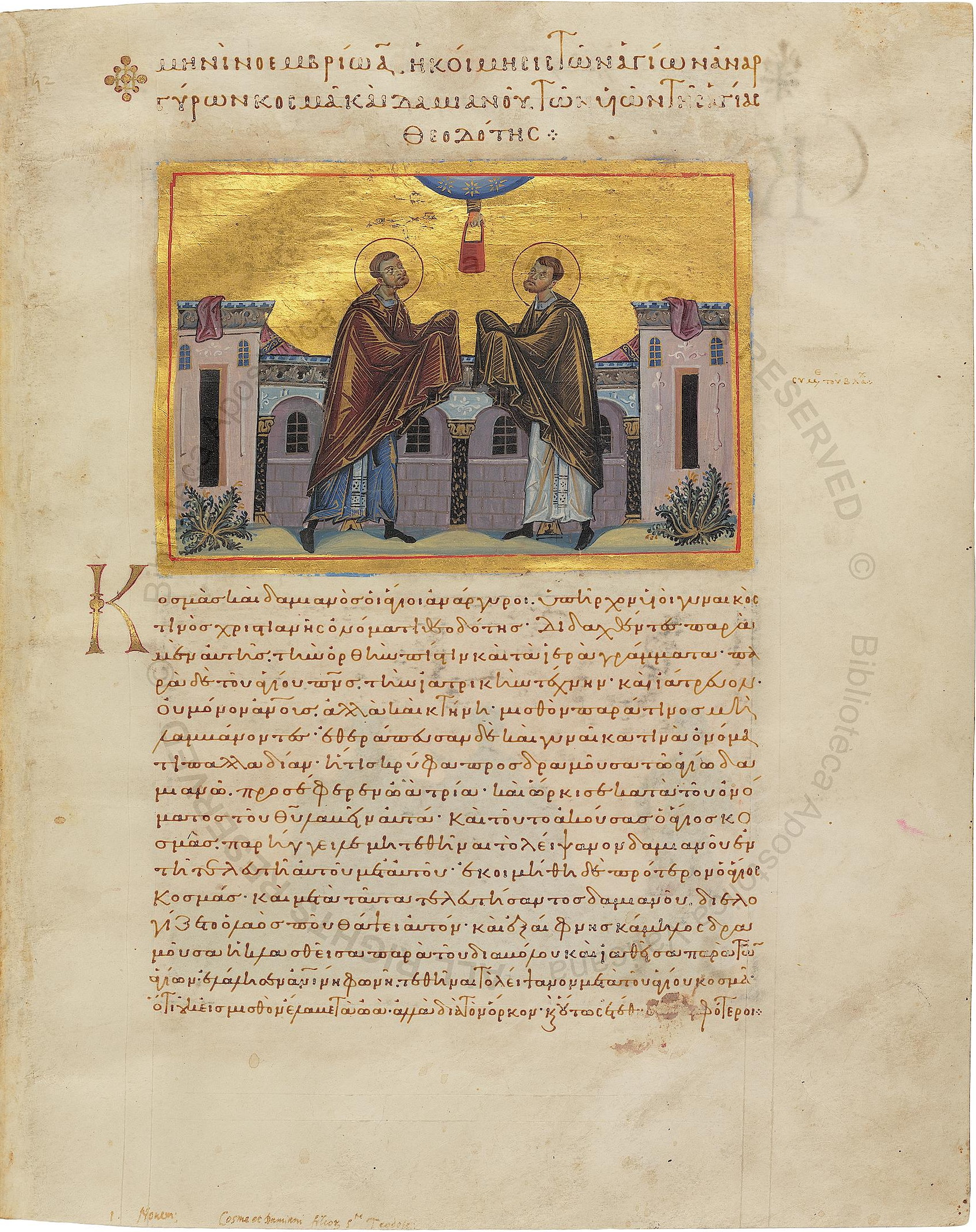
Fila aferentă Sfinților Cosma și Damian, Menologul lui Vasile al II-lea, sec. al XI-lea

Sinaxarul este o carte religioasă care descrie viețile sfinților. Aceeași denumire este dată în biserica creștin ortodoxă calendarului în care numele sfinților apar înregistrate după zilele anului. Cel mai popular sinaxar este Menologul împăratului Vasile al II-lea, ce datează din secolul al XI-lea.